# 斯坦德林灣
66°0′S 61°3′W / 66.000°S 61.050°W
斯坦德林灣（英語：Standring Inlet）是南極洲的海灣，位於葛拉漢地的奧斯卡二世海岸，處於賈森半島北岸，長17公里，在1953年由英國研究隊測量，以地質學家命名，現時由南極條約體系管理。